# Vollständigkeit (Statistik)
Als Vollständigkeit bezeichnet man in der Schätztheorie, einem Teilgebiet der mathematischen Statistik, eine Eigenschaft von Verteilungsklassen, σ-Algebren oder messbaren Funktionen. Im Allgemeinen sind vollständige Verteilungsklassen „groß“, wohingegen vollständige σ-Algebren „klein“ sind.
Die Vollständigkeit spielt meist in Verbindung mit der Suffizienz eine Rolle. So liefert sie Kriterien für die Minimalsuffizienz oder die Existenz gleichmäßig bester erwartungstreuer Schätzer mittels des Satzes von Lehmann-Scheffé.

## Definition

### Für Verteilungsklassen
Gegeben sei ein Messraum {\displaystyle (X,{\mathcal {A}})} und eine Menge {\displaystyle {\mathcal {P}}} von Wahrscheinlichkeitsmaßen auf diesem Messraum. Dann heißt {\displaystyle {\mathcal {P}}} vollständig, wenn die Menge der {\displaystyle {\mathcal {P}}}-Nullschätzer {\displaystyle {\mathcal {P}}}-trivial ist. Sprich für alle
{\displaystyle f\in {\mathcal {L}}(X,{\mathcal {A}},{\mathcal {P}}){\text{ mit }}\operatorname {E} _{P}(f)=0\quad \mathrm {f{\ddot {u}}r\;alle\;} P\in {\mathcal {P}}}
gilt
{\displaystyle f=0\quad {\mathcal {P}}{\text{-fast sicher}}}.
Dabei bezeichnet {\displaystyle {\mathcal {L}}(X,{\mathcal {A}},{\mathcal {P}})} den Raum aller {\displaystyle {\mathcal {P}}}-integrierbaren Funktionen (siehe Lp-Raum).

### Für σ-Algebren
Eine Unter-σ-Algebra {\displaystyle {\mathcal {T}}} von {\displaystyle {\mathcal {A}}} heißt vollständig für {\displaystyle {\mathcal {P}}}, wenn {\displaystyle {\mathcal {P}}|_{\mathcal {T}}} vollständig auf dem Messraum {\displaystyle (X,{\mathcal {T}})} ist. Dabei bedeutet {\displaystyle {\mathcal {P}}|_{\mathcal {T}}}, dass man den Definitionsbereich aller Wahrscheinlichkeitsmaße in {\displaystyle {\mathcal {P}}} auf die kleinere σ-Algebra {\displaystyle {\mathcal {T}}} einschränkt.

### Für Statistiken
Eine Statistik 
{\displaystyle T:(X,{\mathcal {A}})\to (Y,{\mathcal {A}}^{*})}
heißt vollständig, wenn die von ihr erzeugte σ-Algebra {\displaystyle \sigma (T)} vollständig ist bzw. {\displaystyle {\mathcal {P}}|_{\sigma (T)}} vollständig ist.
Häufig wird die Verteilungsklasse {\displaystyle {\mathcal {P}}} mit einem Index {\displaystyle \vartheta } versehen, man schreibt dann {\displaystyle {\mathcal {P}}=(P_{\vartheta })_{\vartheta \in \Theta }}. Formuliert man in dieser Schreibweise die Vollständigkeit aus, so erhält man die gängige Definition:
Eine Statistik {\displaystyle T} heißt vollständig, wenn für alle integrierbaren {\displaystyle g} mit
{\displaystyle \operatorname {E} _{\vartheta }(g(T))=0\quad \mathrm {f{\ddot {u}}r\;alle\;} \vartheta \in \Theta }
immer folgt, dass
{\displaystyle P_{\vartheta }(g(T)=0)=1\quad \mathrm {f{\ddot {u}}r\;alle\;} \vartheta \in \Theta }.

## Erläuterung
Intuitiv zugänglicher ist die folgende Definition der Vollständigkeit einer Verteilungsklasse: Eine Verteilungsklasse ist vollständig genau dann, wenn sie eine trennende Familie für {\displaystyle {\mathcal {L}}(X,{\mathcal {A}},{\mathcal {P}})} ist. Das heißt, für beliebige {\displaystyle f,g\in {\mathcal {L}}(X,{\mathcal {A}},{\mathcal {P}})} mit
{\displaystyle \int f\mathrm {d} P=\int g\mathrm {d} P\quad {\text{für alle }}P\in {\mathcal {P}}}
folgt
{\displaystyle f=g\quad {\mathcal {P}}{\text{-fast sicher.}}}
Die Verteilungsklasse {\displaystyle {\mathcal {P}}} ist also groß genug, um alle Funktionen aus {\displaystyle {\mathcal {L}}(X,{\mathcal {A}},{\mathcal {P}})} unterscheiden zu können.

## Gegenbeispiele
Seien {\displaystyle X_{1},X_{2}} unabhängig und identisch verteilte Zufallsvariablen mit Erwartungswert {\displaystyle \vartheta } und beschränkter Varianz.
Dann ist {\displaystyle \operatorname {E} [X_{1}-X_{2}]=\operatorname {E} [g(X_{1},X_{2})]=0}. Die Funktion {\displaystyle g} ist also ein erwartungstreuer Schätzer von 0 und der Integrand ist nicht die Nullfunktion.

## Präzisierungen

### Beschränkte Vollständigkeit
Sei {\displaystyle B(X,{\mathcal {A}})} die Menge der beschränkten Funktionen auf {\displaystyle (X,{\mathcal {A}})}. Eine Verteilungsklasse {\displaystyle {\mathcal {P}}} heißt beschränkt vollständig, wenn sie vollständig für {\displaystyle B(X,{\mathcal {A}})\cap L(X,{\mathcal {A}},{\mathcal {P}})} ist. Die Definitionen einer beschränkt vollständigen σ-Algebra und einer beschränkt vollständigen Statistik folgen wie oben.

### L-Vollständigkeit
Für eine gegebene Menge von Funktionen {\displaystyle {\mathcal {L}}} heißt eine Verteilungsklasse {\displaystyle {\mathcal {L}}}-vollständig, wenn sie vollständig für {\displaystyle {\mathcal {L}}\cap L(X,{\mathcal {A}},{\mathcal {P}})} ist. Die Definitionen einer {\displaystyle {\mathcal {L}}}-vollständigen σ-Algebra und einer {\displaystyle {\mathcal {L}}}-vollständigen Statistik folgen wie oben.

### Beschränkte L-Vollständigkeit
Die beiden obigen Begriffe lassen sich auch kombinieren: Eine Verteilungsklasse heißt beschränkt {\displaystyle {\mathcal {L}}}-vollständig, wenn sie vollständig für {\displaystyle {\mathcal {L}}\cap B(X,{\mathcal {A}})\cap L(X,{\mathcal {A}},{\mathcal {P}})} ist. Die Definitionen einer beschränkt {\displaystyle {\mathcal {L}}}-vollständigen σ-Algebra und einer beschränkt {\displaystyle {\mathcal {L}}}-vollständigen Statistik folgen wie oben.

## Anwendung
Statistische Vollständigkeit ist eine Voraussetzung für den Satz von Lehmann-Scheffé, in diesem Zusammenhang wurde der Begriff von E. L. Lehmann und H. Scheffé auch in die Statistik eingeführt. Die Sätze von Basu stellen einen Zusammenhang zwischen der Vollständigkeit, der Suffizienz und der Verteilungsfreiheit her.